# Diego de Almagro, Chile
Diego de Almagro este un oraș și comună din provincia Chañaral, regiunea Atacama, Chile, cu o populație de 15.731 locuitori (2012) și o suprafață de 18663,8 km2.